# Josef Erben
Josef Ernst „Pepi“ Erben (* 18. Januar 1928 in Pommerndorf, Tschechoslowakei) ist ein ehemaliger deutscher Skirennläufer.

## Karriere
Josef Erben wuchs im Riesengebirge in der Rennerbaude auf. 1946 kam er als Vertriebener nach Bad Homburg, wo er bis 1989 lebte. Erben nahm an den Olympischen Winterspielen 1952 in Oslo teil. Im Riesenslalomrennen belegte er den 47. Platz. Im Abfahrtslauf war Erben mit einer guten Zeit unterwegs, ehe sich sein linker Ski verfing und er 200 Meter vor dem Ziel stürzte. Daraufhin wurde er mit einem doppelten Spiralbruch am Schien- und Wadenbein ins Krankenhaus eingeliefert. 1955 wurde er in Sarajevo zweifacher Studentenweltmeister.
Josef Erben war Wirtschaftswissenschaftler, promovierte und gründete später mit seiner Frau Siglinde Aeroski, ein Unternehmen, das auf Skireisen mit dem Helikopter spezialisiert ist.